# Pháo đài Boyen

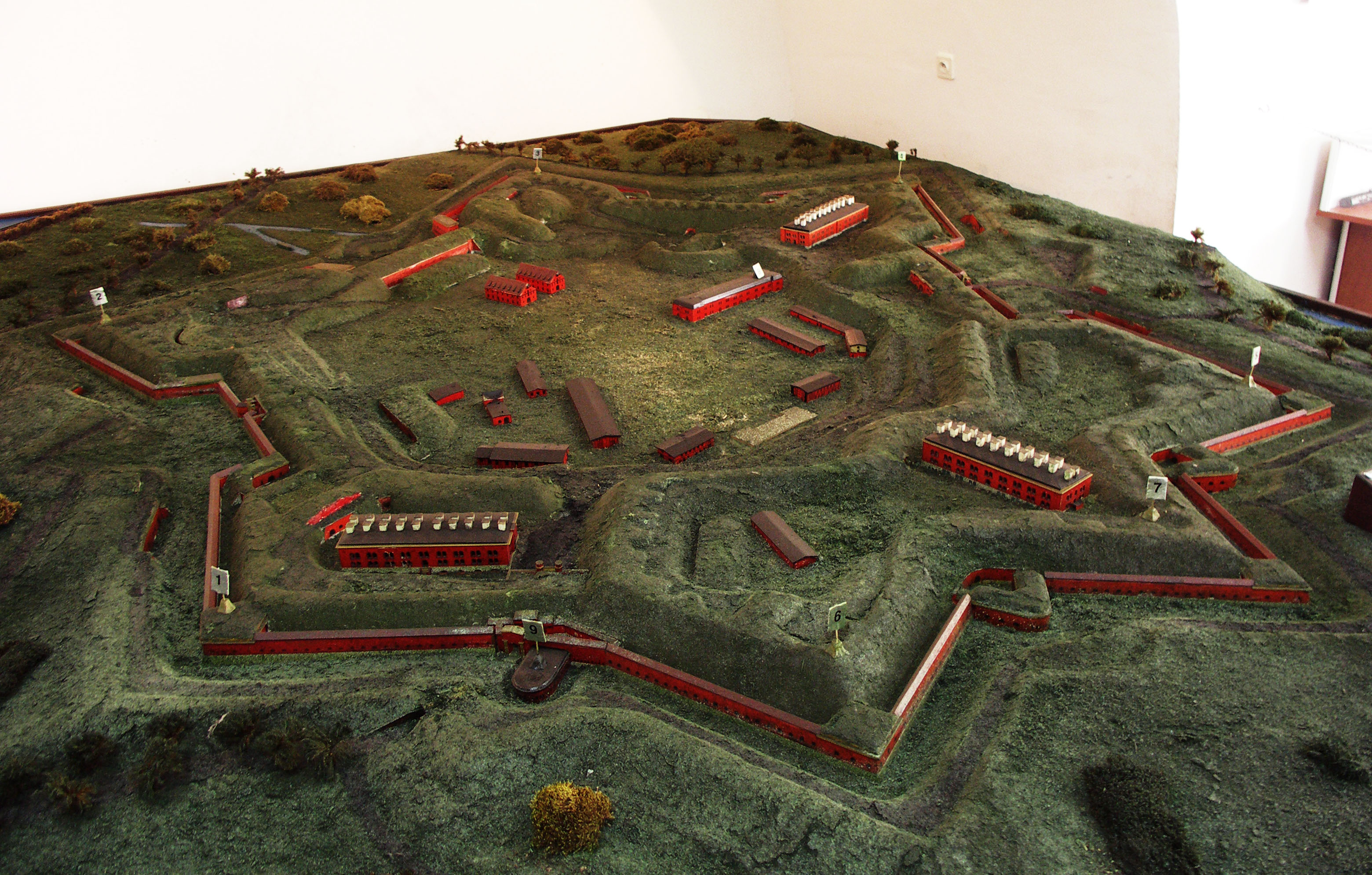
Mô hình pháo đài

Pháo đài Boyen (tiếng Đức: Feste Boyen, tiếng Ba Lan: Twierdza Boyen) là một pháo đài cũ của Phổ nằm ở phía tây Giżycko, thuộc vùng Voian-Masurian Voivodeship, đông bắc Ba Lan. Nó nằm trên một eo đất hẹp giữa hai hồ lớn của Quận Hồ Masurian, Kisajno và Niegocin.

## Lịch sử
Pháo đài Boyen, được đặt theo tên của Bộ trưởng Chiến tranh Phổ - Hermann von Boyen, được xây dựng từ năm 1844 đến 1856 (hoặc 1843 và 1855 theo một số nguồn tin) theo lệnh của vua Frederick William IV, với lực lượng lao động khoảng 3.000 binh sĩ.
Trong Chiến tranh thế giới thứ nhất, pháo đài đã hỗ trợ cho quân đội Đức trong Trận Tannenberg gần đó vào mùa hè năm 1914 với pháo binh tầm xa và với đơn vị đồn trú của nó tham gia vào các hoạt động của quân đội. Trong Thế chiến thứ hai, pháo đài không tham gia vào các hoạt động quân sự. Đó là một khu căn cứ cho một bệnh viện dã chiến và trụ sở của cơ quan tình báo quân đội Đức (Fremde Heere Ost) dưới thời Reinhard Gehlen vào năm 1942 1919 - 1945. Nó đã bị người Đức bỏ rơi mà không chiến đấu vào năm 1944.
Sau chiến tranh, pháo đài được cai quản bởi quân đội Ba Lan. Năm 1975, nó được tuyên bố là một di tích và mở ra như một điểm thu hút khách du lịch với một bảo tàng nhỏ trong khuôn viên của nó.